# Malpartida de Cáceres
Malpartida de Cáceres là một đô thị trong tỉnh Cáceres, Extremadura, Tây Ban Nha. Dân số 4368 người năm 2004.